# Safer (Schiff)
Die Safer (arabisch صافر, DMG Ṣāfir) ist ein ULCC-Tanker (Ultra Large Crude Carrier), der zuletzt als Ölübergabeterminal genutzt wurde. Aufgrund der Funktion als Floating Storage and Offloading Terminal (FSO) wird das Schiff auch als FSO Safer bezeichnet.
Das Schiff ankert 4,8 Seemeilen vor der Küste Jemens im Roten Meer. Es gilt als verschrottungsreif und hatte 181 Millionen Liter Öl geladen. Die Vereinten Nationen starteten 2023 eine Bergungsaktion, um eine Umweltkatastrophe zu verhindern. Die UNDP kaufte eigens für die Aktion im März 2023 den Supertanker Nautica und begann im Sommer 2023 mit dem Abpumpen des Öls.

## Geschichte

### Bau und Nutzung
Der Tanker wurde unter der Baunummer 4440 als eines von mehreren baugleichen Schiffen auf der Werft Hitachi Zosen in Ariake in Japan gebaut. Er wurde am 1. Mai 1976 fertiggestellt und an Esso Tankers Inc., Tochterunternehmen von Exxon, abgeliefert. Der Tanker, wie damals üblich als Einhüllenschiff gebaut, kam als Esso Japan unter der Flagge Liberias in Fahrt. Im Jahr 1982 wurde er bei Ålesund aufgelegt.
1986 wurde das Schiff an die Yemen Exploration & Production Co. verkauft und in Safer umbenannt. Es wurde 1987 für zwölf Millionen US-Dollar in Korea zu einem Floating Storage and Offloading Terminal umgebaut. Seit März 1988 liegt es vor der Küste des Jemen im Roten Meer. Es diente als Speicher für zu exportierendes Rohöl und fungierte als Ras Isa Marine Terminal für die Verladung auf andere Schiffe. Hierfür ist das Schiff mit einer rund 430 km langen Pipeline mit dem Ölfeld bei Ma'rib verbunden. Über die Pipeline konnten zwischen 200.000 und 400.000 Barrel Rohöl pro Tag transportiert werden. Die Safer wurde von der staatlichen Safer Exploration and Production Co. (SEPOC) betrieben.
Anfang des 21. Jahrhunderts gab es Pläne, das FSO durch ein neues Terminal mit Lagertanks an der Küste zu ersetzen.

### Besetzung durch die Huthi
Im Jahr 2015, als die Huthi-Kriegspartei die Hauptstadt Sanaa einnahm, besetzten diese Rebellen in einem Akt der Piraterie im März jenes Jahres auch die mit 1,14 Millionen Barrel (rund 181.000 Kubikmeter) leichtem Rohöl beladene Safer, wodurch die bisherige regelmäßige Wartung des Schiffs durch die SEPOC zum Erliegen kam. Seitdem findet an dem Terminal kein Umschlag mehr statt.

### Verfall und Umweltgefährdung
In der Folge wurde 2016 die etwa 40 km nordwestlich vor der strategisch wichtigen Stadt al-Hudaida ankernde Safer mitsamt des darin befindlichen Öls außer Betrieb genommen und seither Vernachlässigung und Verfall überlassen. Daher stieg das Risiko eines Unfalls, sei es durch Leckagen oder durch die Bildung von explosiven Gasgemischen in den Ladetanks. Der Zugang zum Schiff durch UN-Inspekteure zur Beurteilung der Lage wurde von den Rebellen immer wieder verweigert, ebenso wie auch das Abpumpen des an Bord befindlichen Öls oder ein Abtransport des Schiffes.
2019 wurde erstmals von auslaufendem Öl berichtet. Die UNEP warnten im Juli 2020 vor einer Umwelt-, Wirtschafts- und humanitären Katastrophe im Roten Meer durch Lecks und einer möglichen Explosion des Öltankers, sollte er nicht gewartet werden. Der Tanker ist einwandig; dadurch besteht bei Leckagen der Tanks ein erhöhtes Risiko, dass Öl austritt. Zudem ist die Außenwand auf der Backbordseite großflächig eingedrückt und beschädigt.
Aus internen UN-Dokumenten aus dem Jahr 2020 geht hervor, dass es bereits Leckagen am Schiff gibt und Meereswasser in den Maschinenraum des Tankers eingedrungen ist. Das Leck im Maschinenraum sei nur notdürftig geschlossen worden. Da auch Lenzpumpen beschädigt seien, stiege das Risiko des Schiffs zu sinken, wodurch eine Ölpest ausgelöst werden könne. Durch diese würde das Leben der Menschen im Jemen zusätzlich belastet. Die Ökosysteme (Fischbestände, Vogelpopulationen, Korallenriffe) sowie Meerwasserentsalzungsanlagen und damit die Existenzgrundlage der Menschen an der Küste könnten dadurch für Jahrzehnte zerstört oder beeinträchtigt werden. Erschwerend ist die Verminung der Umgebung des Schiffes.
Mithilfe von Simulationen prognostizieren Wissenschaftler die Auswirkungen der unmittelbar drohenden Ölpest auf die öffentliche Gesundheit und die Umwelt. Zu den Auswirkungen zählt demnach unter anderem eine Störung der „Versorgung mit sauberem Wasser, das dem täglichen Bedarf von 9,0–9,9 Millionen Menschen entspricht, die Versorgung mit Nahrungsmitteln für 5,7–8,4 Millionen Menschen und 93–100 % der jemenitischen Fischerei im Roten Meer“.

### UNO-Rettungsaktion

#### Vorbereitung
Nach Plänen der Vereinten Nationen sollte das Öl an Bord so schnell wie möglich abgepumpt werden. Nach einem Verkauf des Öls, dessen Marktwert 2020 auf 40 Millionen US-Dollar geschätzt wurde, könnte das Geld unter den Rebellen und der jemenitischen Regierung aufgeteilt werden. Die Huthi-Rebellen sollen aber darauf bestanden haben, allein Anspruch auf das Öl und dessen Verkauf zu haben.
Im Mai 2022 wurde von der Gefahr berichtet, das vernachlässigte und rostende Schiff könnte auseinanderbrechen oder durch Kampfhandlungen in Brand geraten. Das in ihm befindliche Öl war nach dem massiven Preisanstieg im Vorfeld und während der russischen Invasion in der Ukraine (ab 2022) zwischenzeitlich weit über 100 Millionen Dollar wert. Die Vereinten Nationen bemühten sich, Gelder einzusammeln, um das Öl von Bord des Schiffes abpumpen lassen zu können. Sie berichteten von Schwierigkeiten, die für diese Aktion benötigten 129 Millionen Dollar zusammenzubekommen, während im Falle einer Ölpest Kosten von 20 Milliarden Dollar drohten. Der größte Geldgeber für die UNO-Bergeaktion waren zunächst die Niederlande mit 15 Millionen Euro. Weitere wesentliche Beträge kamen von der Bundesrepublik Deutschland (12 Millionen Euro), den USA und Saudi-Arabien (jeweils 10 Millionen US-Dollar), sowie Großbritannien (7,5 Mio. US-Dollar). Saudi-Arabien, dessen Küste in weniger als 100 km Entfernung von der Safer beginnt, gab später weitere 8 Millionen Dollar dazu und wurde somit zum größten Geldgeber. Auch Kuwait und Katar leisteten finanzielle Beiträge.
Am 9. März 2023 erklärte Achim Steiner, Chef der UNO-Entwicklungsorganisation (UNDP) in New York, dass die UNO einen Supertanker kaufte, um das Öl aus der Safer aufzunehmen. Es handelt sich um den über eine Million Barrel fassenden, 333 Meter langen Doppelhüllentanker Nautica (IMO-Nr. 9323948), der von der Firma Euronav für 55 Millionen Dollar erworben wurde. Im Zusammenhang mit dem Krieg in der Ukraine waren die Preise für gebrauchte Tanker zuvor deutlich angestiegen. Nach einer Aufarbeitung dieses Schiffs in einer chinesischen Werft stach es von dort am 6. April in See und kam am 7. Mai in Dschibuti an. Die Zusage, die Nautica nach der Übernahme des Öls von der Safer behalten zu dürfen, bewog die Huthi nach langen, zähen Verhandlungen zur Zustimmung für die UN-Aktion.
Am 19. April 2023 schlossen die UNO und die Tochtergesellschaft SMIT Salvage des holländischen maritimen Dienstleistungsunternehmens Boskalis einen Vertrag. SMIT Salvage schickte daraufhin das mit Pumpen, Generatoren und weiterer Technik ausgestattete Hilfsschiff Ndeavor (IMO-Nr. 9650212) ins Rote Meer, womit das Auspumpen der Safer vorbereitet und durchgeführt wurde. Dieses Hilfsschiff wurde gebraucht, da die bordeigenen Anlagen der Safer längst unbrauchbar geworden waren. Unter anderem sind die Pumpen für das Befüllen der Tanks mit Inertgas seit 2017 defekt.

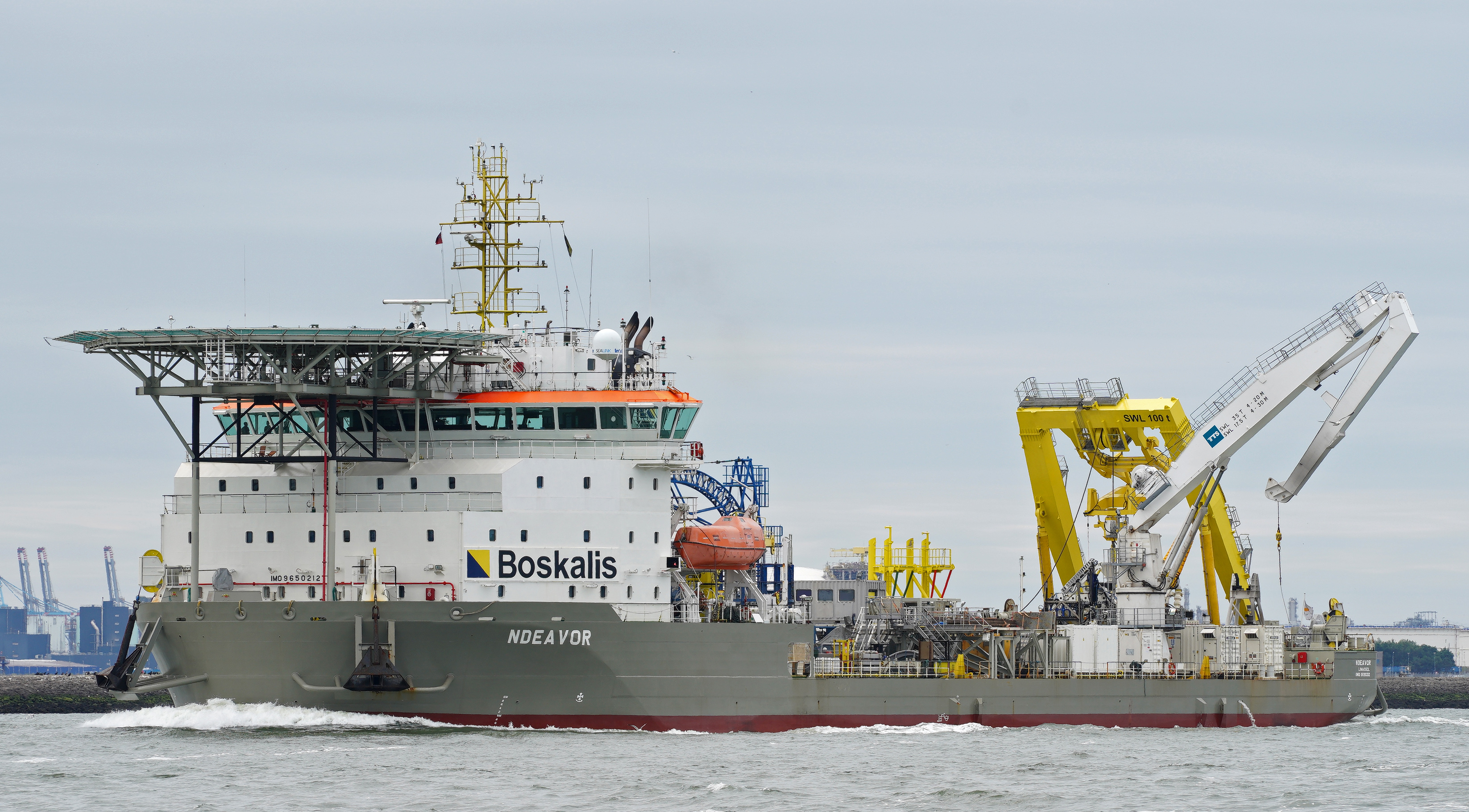
die Ndeavor 2019

Wer das auf der Safer geladene Öl bekommt, war Ende Juni 2023 noch unklar, da rein rechtlich der jemenitische Staat der Eigentümer ist, die Huthi aber faktisch die Macht haben.
Die Entleerung der Safer sollte in drei wesentlichen Schritten geschehen: Zuerst sollten die explosiven Gasgemische in den Tanks durch Inertgas verdrängt werden. Als Nächstes wurde das Öl auf die Nautica umgepumpt. Dabei wollte man die Beanspruchung der geschwächten Struktur der Safer möglichst gering halten. Da dieses Schiff auch in entleertem Zustand immer noch eine erhebliche Gefahr für die Umwelt darstellte, sollten seine Tanks in einem dritten Schritt gereinigt und das Spülwasser mit der Nautica abtransportiert werden. Schließlich sollte die Safer für die Verschrottung vorbereitet und zum Abwracken geschleppt werden. Für die Arbeiten und somit die Beseitigung der von dem Schiff ausgehenden Umweltgefährdung, wurden bis zu sechs Monate veranschlagt.

#### Durchführung
Nachdem die Ndeavor am 30. Mai 2023 an der Safer eingetroffen war und an der Backbordseite derselben festgemacht hatte, konnte das Bergungsteam das verwahrloste und umweltgefährdende Terminalschiff erstmals mit eigenen Augen besichtigen.
Bis Ende Juni 2023 waren eine Untersuchung der Schiffswände durch Taucher und die Befüllung der Hohlräume in den Tanks mit Inertgas abgeschlossen. Es erfolgten Analysen des geladenen Öls, während die Nautica noch vor Dschibuti bereitlag. Weiterhin musste eine sog. CALM-Boje, eine am Meeresgrund befestigte Ankervorrichtung, um die Nautica an ihrer Position sicher fixieren zu können, errichtet werden. Zusammen mit der Ndeavor und der Nautica waren auch zwei Schlepper im Einsatz.
Am 16. Juli 2023 legte die Nautica an der Steuerbordseite der Safer an. Einen Tag später wurde die Nautica in einer Zeremonie an Bord, an welcher der UN-Kommissar für den Jemen, David Gressly, Huthi-Beamte, der von den Huthi neu ernannte SEPOC-Geschäftsführer sowie Journalisten teilnahmen, in Yemen umbenannt und laut Gressly an das jemenitische Volk übergeben. Nach dem Verlegen von schwimmenden Ölbarrieren sowie von Schläuchen zum Transfer des Öls begann das Boskalis-Team – nach mehrmaligen Verzögerungen infolge technischer Probleme – am späten Vormittag (Ortszeit) des 25. Juli 2023 mit dem Umpumpen der 1,14 Millionen Barrel Öl von der Safer auf den UN-Tanker und schloss dies am 11. August erfolgreich ab. Bis zum 29. August war auch das Reinigen der Tanks beendet; die Ndeavor verließ den Einsatzort.
Anfang 2024 wurden die Arbeiten am Schiff aufgrund des Krieges in der Region und gestiegener Kosten vorläufig eingestellt. Die „Notfallphase“ (das Abpumpen des Öls) war zwar abgeschlossen, jedoch muss die Safer nun noch abgeschleppt und gängigen Umweltstandards entsprechend entsorgt sowie die Yemen an einer Calm-Boje festgemacht werden. Von den dafür insgesamt erforderlichen 144 Millionen Dollar waren bis Mitte Januar 2024 129 Millionen eingegangen und weitere 4 Millionen zugesagt.

## Technische Daten
Der Tanker wurde von einer Dampfturbine mit 33.570 kW Leistung angetrieben.
Die Safer hat 34 Tanks. Die Tankkapazität beträgt rund 492.860 m³ = 3,1 Millionen Barrel. Im Mittschiffsbereich befinden sich auf beiden Seiten die Manifolds. Zur Schlauchübernahme befindet sich hier jeweils ein Ladebaum.